# Elitloppet 2024
Elitloppet 2024 var den 73:e upplagan av Elitloppet, som kördes söndagen den 26 maj 2024 på Solvalla i Stockholm. Loppet målades på förhand upp som en duell mellan den franska hästen Idao de Tillard och den svenska hästen Francesco Zet. Idao de Tillard galopperade dock i sitt kvalheat och gick miste om en finalplats. Finalloppet vanns istället av den franska hästen Horsy Dream, körd av Éric Raffin och tränad av Pierre Belloche. Segertiden 1.08,0 var även nytt europeiskt rekord.

## Upplägg och genomförande
Elitloppet är ett inbjudningslopp och varje år bjuds 16 hästar som utmärkt sig in till Elitloppet. Hästarna lottas in i två kvalheat, och de fyra bästa i varje försök går vidare till finalen som sker 2–3 timmar senare samma dag. Ju
bättre placering i kvalheatet, desto tidigare får hästens tränare välja startspår inför finalen. Samtliga tre lopp travas sedan 1965 över sprinterdistansen 1 609 meter (engelska milen) med autostart (bilstart). Inför 2022 års upplaga av Elitloppet höjdes förstapriset till 5 miljoner kronor, och kom därmed att bli världens mest penningstinna sulkylopp.
I Elitloppet får en och samma kusk köra en häst i endast ett kvalheat, en regel som infördes till 2018. Tidigare hade samma kusk kunnat köra i båda försöken för att sedan välja häst i finalen. Samma kusk ska köra hästen i både försök och final. Ägare, tränare, skötare och uppfödare kan fortfarande ha flera deltagande hästar.

### Direktkvalificering
I följande lopp blir vinnaren direktkvalificerad till Elitloppet:
| Lopp                      | Bana     | Distans | Grupp   |
| ------------------------- | -------- | ------- | ------- |
| Paralympiatravet          | Åby      | 2 140 m | Grupp 1 |
| Finlandialoppet           | Vermo    | 1 620 m | Grupp 1 |
| Meadow Roads Lopp         | Solvalla | 1 640 m | -       |
| H.K.H. Prins Daniels Lopp | Gävle    | 1 609 m | Grupp 2 |

### Andra lopp under Elitloppshelgen
Under Elitloppshelgen så körs det även V75-finaler, och V75-spel både lördag och söndag. Andra stora lopp under helgen är Harper Hanovers Lopp, Sweden Cup, Elitkampen, Fyraåringseliten, Treåringseliten, Fyraåringseliten för ston, Lady Snärts Lopp, Lärlingseliten och Montéeliten.

## Inbjudna hästar
| #  | Häst            | Efter              | Kön    | Ålder | Tränare               | Nationalitet | Datum            | Kvalificering     | Ref.          |
| -- | --------------- | ------------------ | ------ | ----- | --------------------- | ------------ | ---------------- | ----------------- | ------------- |
| 1  | Idao de Tillard | Severino           | Hingst | 6     | Thierry Duvaldestin   | Frankrike    | 24 februari 2024 | Inbjuden          | [ 8 ]         |
| 2  | Francesco Zet   | Father Patrick     | Hingst | 6     | Daniel Redén          | Sverige      | 16 mars 2024     | Inbjuden          | [ 9 ]         |
| 3  | Joviality       | Chapter Seven      | Sto    | 5     | Sabine Kagebrant      | Sverige      | 23 mars 2024     | Inbjuden          | [ 10 ]        |
| 4  | Hohneck         | Royal Dream        | Hingst | 7     | Philippe Allaire      | Frankrike    | 30 mars 2024     | Inbjuden          | [ 11 ]        |
| 5  | A Fair Day      | Maharajah          | Valack | 5     | Elisabeth Almheden    | Sverige      | 6 april 2024     | Inbjuden          | [ 12 ] [ 13 ] |
| 6  | Go On Boy       | Password           | Hingst | 8     | Romain Derieux        | Frankrike    | 13 april 2024    | Inbjuden          | [ 14 ]        |
| 7  | Horsy Dream     | Scipion du Goutier | Hingst | 7     | Pierre Belloche       | Frankrike    | 27 april 2024    | Inbjuden          | [ 15 ]        |
| 8  | Don Fanucci Zet | Hard Livin         | Hingst | 8     | Daniel Redén          | Sverige      | 1 maj 2024       | Meadow Roads Lopp | [ 16 ]        |
| 9  | Önas Prince     | Chocolatier        | Hingst | 7     | Per Nordström         | Sverige      | 4 maj 2024       | Paralympiatravet  | [ 17 ]        |
| 10 | Capital Mail    | Nad Al Sheba       | Hingst | 6     | Gennaro Casillo       | Italien      | 11 maj 2024      | Inbjuden          | [ 18 ]        |
| 11 | Borups Victory  | Googoo Gaagaa      | Hingst | 6     | Daniel Wäjersten      | Sverige      | 11 maj 2024      | Inbjuden          | [ 19 ]        |
| 12 | Bengurion Jet   | Maharajah          | Hingst | 7     | Alessandro Gocciadoro | Italien      | 12 maj 2024      | Inbjuden          | [ 20 ]        |
| 13 | Gaspar de Brion | Singalo            | Valack | 8     | Matthieu Abrivard     | Frankrike    | 17 maj 2024      | Inbjuden          | [ 21 ]        |
| 14 | Decision Maker  | Nuncio             | Sto    | 5     | Stefan Melander       | Sverige      | 18 maj 2024      | Inbjuden          | [ 22 ]        |
| 15 | Denver Gio      | Southwind Frank    | Hingst | 5     | Alessandro Gocciadoro | Italien      | 19 maj 2024      | Inbjuden          | [ 23 ]        |
| 16 | Hustle Rain     | Raja Mirchi        | Hingst | 5     | Mattias Djuse         | Danmark      | 19 maj 2024      | Inbjuden          | [ 24 ]        |

### Inbjudna hästar som tackat nej
| Häst         | Efter          | Kön    | Ålder | Tränare     | Nationalitet | Datum      | Beskrivning | Ref.   |
| ------------ | -------------- | ------ | ----- | ----------- | ------------ | ---------- | --- | ------ |
| Stoletheshow | Dream Vacation | Hingst | 9     | Frode Hamre | Sverige      | 5 maj 2024 | Tionde hästen att bjudas in, då denne segrade i Finlandialoppet. Dagen efter segern kom beskedet att Stoletheshow inte kommer att delta i Elitloppet. Stoletheshow segrade även i H.K.H. Prins Daniels Lopp och fick även då en inbjudan till loppet, men nekade även denna. | [ 25 ] |

## Spårlottning
Spårlottningen till Elitloppet lottades direktsänt i TV12 den 19 maj 2024 klockan 17:30. Hästarna var seedade så att Idao de Tillard och Francesco Zet inte skulle kunna mötas i kvalheat. Det lottades även att heat blå kommer att köras som det första heatet.

### Kvalheat blå
| S | Häst            | Kusk                | Tränare               | Land      |
| - | --------------- | ------------------- | --------------------- | --------- |
| 1 | Denver Gio      | Björn Goop          | Alessandro Gocciadoro | Italien   |
| 2 | Don Fanucci Zet | Magnus A. Djuse     | Daniel Redén          | Sverige   |
| 3 | Go On Boy       | Romain Derieux      | Romain Derieux        | Frankrike |
| 4 | Joviality       | Erik Adielsson      | Sabine Kagebrant      | Sverige   |
| 5 | Capital Mail    | Antonio Di Nardo    | Gennaro Casillo       | Italien   |
| 6 | Önas Prince     | Per Nordström       | Per Nordström         | Sverige   |
| 7 | A Fair Day      | Oscar Ginman        | Elisabeth Almheden    | Sverige   |
| 8 | Idao de Tillard | Clément Duvaldestin | Thierry Duvaldestin   | Frankrike |

### Kvalheat röd
| S | Häst            | Kusk                  | Tränare               | Land      |
| - | --------------- | --------------------- | --------------------- | --------- |
| 1 | Hustle Rain     | Mats E. Djuse         | Mattias Djuse         | Danmark   |
| 2 | Hohneck         | Gabriele Gelormini    | Philippe Allaire      | Frankrike |
| 3 | Gaspar de Brion | Matthieu Abrivard     | Matthieu Abrivard     | Frankrike |
| 4 | Horsy Dream     | Éric Raffin           | Pierre Belloche       | Frankrike |
| 5 | Francesco Zet   | Örjan Kihlström       | Daniel Redén          | Sverige   |
| 6 | Decision Maker  | Carl Johan Jepson     | Stefan Melander       | Sverige   |
| 7 | Borups Victory  | Daniel Wäjersten      | Daniel Wäjersten      | Sverige   |
| 8 | Bengurion Jet   | Alessandro Gocciadoro | Alessandro Gocciadoro | Italien   |

### Finallottning
| S | Häst           | Kusk               | Tränare               | Land      |
| - | -------------- | ------------------ | --------------------- | --------- |
| 1 | Hohneck        | Gabriele Gelormini | Philippe Allaire      | Frankrike |
| 2 | Go On Boy      | Romain Derieux     | Romain Derieux        | Frankrike |
| 3 | Horsy Dream    | Éric Raffin        | Pierre Belloche       | Frankrike |
| 4 | Capital Mail   | Antonio Di Nardo   | Gennaro Casillo       | Italien   |
| 5 | Denver Gio     | Björn Goop         | Alessandro Gocciadoro | Italien   |
| 6 | Francesco Zet  | Örjan Kihlström    | Daniel Redén          | Sverige   |
| 7 | Borups Victory | Daniel Wäjersten   | Daniel Wäjersten      | Sverige   |
| 8 | Önas Prince    | Per Nordström      | Per Nordström         | Sverige   |

## Resultat

### Kvalheat 1
| P | S | Häst            | Kusk                | Tränare               | Land      | Odds  | Tid     |
| - | - | --------------- | ------------------- | --------------------- | --------- | ----- | ------- |
| 1 | 3 | Go On Boy       | Romain Derieux      | Romain Derieux        | Frankrike | 7,18  | 1.08,7  |
| 2 | 5 | Capital Mail    | Antonio Di Nardo    | Gennaro Casillo       | Italien   | 50,46 | 1.08,8  |
| 3 | 1 | Denver Gio      | Björn Goop          | Alessandro Gocciadoro | Italien   | 16,07 | 1.08,9  |
| 4 | 6 | Önas Prince     | Per Nordström       | Per Nordström         | Sverige   | 4,97  | 1.09,0  |
| 5 | 4 | Joviality       | Erik Adielsson      | Sabine Kagebrant      | Sverige   | 8,66  | 1.09,1  |
| 6 | 8 | Idao de Tillard | Clément Duvaldestin | Thierry Duvaldestin   | Frankrike | 3,74  | 1.09,4g |
| 7 | 2 | Don Fanucci Zet | Magnus A. Djuse     | Daniel Redén          | Sverige   | 2,91  | 1.09,4g |
| 8 | 7 | A Fair Day      | Oscar Ginman        | Elisabeth Almheden    | Sverige   | 34,26 | 1.15,7g |

### Kvalheat 2
| P | S | Häst            | Kusk                  | Tränare               | Land      | Odds  | Tid    |
| - | - | --------------- | --------------------- | --------------------- | --------- | ----- | ------ |
| 1 | 4 | Horsy Dream     | Éric Raffin           | Pierre Belloche       | Frankrike | 4,44  | 1.09,0 |
| 2 | 2 | Hohneck         | Gabriele Gelormini    | Philippe Allaire      | Frankrike | 3,53  | 1.09,1 |
| 3 | 5 | Francesco Zet   | Örjan Kihlström       | Daniel Redén          | Sverige   | 2,09  | 1.09,1 |
| 4 | 7 | Borups Victory  | Daniel Wäjersten      | Daniel Wäjersten      | Sverige   | 23,20 | 1.09,2 |
| 5 | 3 | Gaspar de Brion | Matthieu Abrivard     | Matthieu Abrivard     | Frankrike | 21,45 | 1.09,3 |
| 6 | 6 | Decision Maker  | Carl Johan Jepson     | Stefan Melander       | Sverige   | 46,58 | 1.09,3 |
| d | 8 | Bengurion Jet   | Alessandro Gocciadoro | Alessandro Gocciadoro | Italien   | 19,72 | 6g     |
| d | 1 | Hustle Rain     | Mats E. Djuse         | Mattias Djuse         | Danmark   | 30,86 | 8g     |

### Finalheat
| P | S | Häst           | Kusk               | Tränare               | Land      | Odds  | Tid    |
| - | - | -------------- | ------------------ | --------------------- | --------- | ----- | ------ |
| 1 | 4 | Horsy Dream    | Éric Raffin        | Pierre Belloche       | Frankrike | 3,81  | 1.08,0 |
| 2 | 2 | Borups Victory | Daniel Wäjersten   | Daniel Wäjersten      | Sverige   | 15,64 | 1.08,5 |
| 3 | 5 | Denver Gio     | Björn Goop         | Alessandro Gocciadoro | Italien   | 23,46 | 1.08,7 |
| 4 | 7 | Francesco Zet  | Örjan Kihlström    | Daniel Redén          | Sverige   | 3,43  | 1.08,7 |
| 5 | 3 | Hohneck        | Gabriele Gelormini | Philippe Allaire      | Frankrike | 6,17  | 1.08,8 |
| 6 | 6 | Capital Mail   | Antonio Di Nardo   | Gennaro Casillo       | Italien   | 24,10 | 1.09,0 |
| 7 | 8 | Önas Prince    | Per Nordström      | Per Nordström         | Sverige   | 11,64 | 1.09,8 |
| d | 1 | Go On Boy      | Romain Derieux     | Romain Derieux        | Frankrike | 4,38  | 8g     |